# 台北市立天母野球場
- 天母棒球場[1][2]
- 天母スタジアム[3]

台北市立天母野球場（タイペイしりつ テンムやきゅうじょう、繁体字中国語: 臺北市立天母棒球場）は、台湾の台北市士林区天母にある野球場。
主要国際野球大会や国際試合が開催されるほか、中華職業棒球聯盟(CPBL)に所属するプロ野球球団である味全ドラゴンズが、2021年から主催試合会場として主に利用している。

## 概要
建設経緯とその後の増築
- 台湾台北市の北部、士林区天母地区に台北市立体育学院が所有する屋外人工芝の野球専用施設。当初の建設計画では観客20,000人収容と予定されていた。
- しかし、台湾プロ野球の応援スタイルは、メガホンを叩く、応援歌を歌う、音楽を大音量で流すなどのいわゆる鳴り物応援が盛んなことから、高級住宅地区である天母地区住民から騒音に対する抗議が寄せられた。そのため、6,000人収容に計画を縮小した上で1997年3月25日に建設が開始され、1999年8月15日に完成・開場した。
- その後2001年のIBAFワールドカップ開催球場に選ばれると拡張工事を施し、10,000人まで収容可能になった。

球場内設備の更新
- 開場当初より内外野共に天然芝であったが、2020年9月から台湾初であり唯一の人工芝野球場となった。その後2023年12月に同じく人工芝である台北ドームが開場したため、それ以降は台湾唯一の屋外人工芝野球場となっている。

運営権の移行
- 2020年10月より運営権が味全ドラゴンズに移行されたのに伴い、選手への設備拡張、観客への利便向上を目的とした数々の改修が行われている。[4]

## 開催された主な試合
- 2002年5月14、15日には、日本プロ野球の第二次世界大戦後初となる台湾での公式戦（福岡ダイエーホークス対オリックス・ブルーウェーブ戦）が開催された。2試合で合計9本の本塁打が生まれ、計23,000人の観客を魅了した。
- 2006年に開催された第2回IBAF女子ワールドカップの会場としても使用された。
- 2015年11月、台中インターコンチネンタル野球場、桃園国際野球場とともに2015 WBSCプレミア12の会場として利用された。大会期間中、11月15日深夜に火災が発生し、翌16日の準々決勝、キューバ-韓国戦の会場が台中インターコンチネンタル野球場に変更された。
- 2017年8月に開催された2017夏季ユニバーシアード野球競技の主会場として使用された。日本代表チーム(大学日本代表チーム)は、スーパーラウンド、準決勝戦、決勝戦の合計4試合を同球場で戦い、決勝戦でアメリカに10‐0で勝利して金メダルを獲得した[5]。この大会で日本代表チームは、他球場で行われた予選ラウンド3戦も含め、計7戦を全勝した。
- 2018年12月5日、東北楽天ゴールデンイーグルスが、翌2019年2月28日、3月1日に同球場で、Lamigoモンキーズと「2019年日台プロ野球バトルカップPowered by台湾楽天カード」開催すると発表した[6]。結果第1戦は、台湾出身の楽天投手である宋家豪も登板し3対1で楽天が勝利し[7]、第2戦は7対7の引き分けに終わった[8]。その後東北楽天ゴールデンイーグルスの親会社である楽天株式会社（現在の名称は楽天グループ株式会社）は、Lamigoモンキーズを2019年7月に買収し、同12月にチーム名を楽天モンキーズと改名した。楽天は日本野球機構（NPB）パシフィック・リーグと中華職業棒球聯盟（CPBL）の2つ連盟に野球チームを有することとなった。

## 騒音対策としての特別ルール
前述のように住宅地に所在しているため、騒音被害防止策として野球試合開催に関して特別ルールが定められている。2020年までは試合開催曜日が，金土日曜日に限定されていたが、現在では一週間のうち曜日に関係なく4回までの開催と制限が緩和された。試合時間が午後10時を超過すると、1）9回終了をもって同点であっても試合終了、2）既に延長戦に突入している場合は新しい回には入らない、のルールが適用される。

## 味全ドラゴンズによる運営権取得
2020年6月、味全ドラゴンズは、プロ野球球団として初めて天母野球場の運営権を取得することを発表し、同年10月に運営権は、台北市体育局から味全ドラゴンズに移管された。
その後、味全ドラゴンズによる球場改修が実施され、選手に向けてはトレーニング施設設備拡充が行われた。また観客に対しては、より野球を楽しめるように、内野席へ円形LEDスクリーン増設、応援用チアリーディングステージ、視聴覚機器の追加、外野席を新たに設けてピクニックゾーンにするなどが行われた。

## 交通[4]
- 台北捷運（地下鉄）
  - 淡水信義線芝山駅下車，1番出口から球場までのシャトルバス運行；「捷運接駁紅15」
    - 駅→球場：試合開始2時間前から運行（開場時間が繰り上がった際には運行も繰り上げる）
    - 球場→駅：試合開始後2時間半後から運行

  - 淡水信義線士林駅下車，シャトルバス運行；「捷運接駁紅12」
    - 運行日時に関しては事前に要確認
- 台北市市区公車
  - 天母棒球場バス停：203；268；279；285；602；606；616；645；645副；646；685；市民小巴11